# Marni Schwonberg
Marni Schwonberg (* in Flensburg) ist eine deutsch-schweizerische Sopranistin.
Nach Kindheit und Abitur in Flensburg studierte Schwonberg an der Schola Cantorum Basiliensis in Basel bei Evelyn Tubb. Meisterkurse bei Christoph Prégardien, Charles Spencer und Ulf Bästlein ergänzten ihre Ausbildung. 
Schwonberg tritt als Solistin auf und sang z. B. unter Michael Hoffstetter und Michael Radulescu bei den Ludwigsburger Schlossfestspielen und der Bach-Akademie Porrentruy sowie in mehreren Opernproduktionen. 2010 sang Schwonberg überdies den Sopran-Part bei der Erstaufführung der Rekonstruktion der verschollenen Bach-Kantate Alles, was von Gott geboren (BWV 80a) des Bach-Collegiums Zürich, die in Zusammenarbeit mit dem Bach-Archiv Leipzig entstand. Auch Ensemblearbeit.
In Rundfunkaufnahmen wirkte Schwonberg vor allem für das Schweizer Radio DRS mit. Auf BR-Klassik war sie in einer Aufnahme von Tomás Luis de Victoria (Vidi speciosam sicut colombam") zu hören. Mit dem orpheus chor münchen ist Schwonberg mit Spanish Music from the 16th Century (2001) zudem als Solistin auf einem Album zu hören. Eine weitere CD entstand mit dem Katholischen Kirchenchor St. Sixtus Zunsweier (2008), wo sie in der Aufnahme der Bachkantate Nun komm, der Heiden Heiland, BWV 61 die hohe Frauenstimme singt.
Schwonberg lebt in Basel.

## Einzelbelege
1. ↑  Archiv der Ludwigsburger Schlossfestspiele 2007 (Seite nicht mehr abrufbar, festgestellt im Dezember 2022. Suche in Webarchiven)  Info: Der Link wurde automatisch als defekt markiert. Bitte prüfe den Link gemäß Anleitung und entferne dann diesen Hinweis.
2. ↑  Rekonstruktion. In: nzz.ch. 8. März 2010, abgerufen am 14. Oktober 2018.
3. ↑  Unbekannte Überschrift. In: br.de. Ehemals im Original (nicht mehr online verfügbar); abgerufen am 13. März 2024. (Seite nicht mehr abrufbar. Suche in Webarchiven)
4. ↑  http://www.orpheus-chor.de/index.php?action=showPlatte&id=1
5. ↑  http://www.bach-cantatas.com/BWV61.htm

| Personendaten    | Personendaten                      |
| ---------------- | ---------------------------------- |
| NAME             | Schwonberg, Marni                  |
| KURZBESCHREIBUNG | deutsch-schweizerische Sopranistin |
| GEBURTSDATUM     | 20. Jahrhundert                    |
| GEBURTSORT       | Flensburg                          |